# Ajstrup Sogn
Ajstrup Sogn er et sogn i Aalborg Nordre Provsti (Aalborg Stift).
I 1800-tallet var Ajstrup Sogn anneks til Sulsted Sogn. Begge sogne hørte til Kær Herred i Aalborg Amt. Sulsted-Ajstrup sognekommune blev ved kommunalreformen i 1970 indlemmet i Aalborg Kommune.
I Ajstrup Sogn ligger Ajstrup Kirke og hovedgården Gammel Vraa, der nu er Vraa Slotshotel.
I sognet findes følgende autoriserede stednavne:
- Ajstrup (bebyggelse, ejerlav)
- Ajstrup Hede (bebyggelse)
- Barbarask (bebyggelse)
- Brændskov (bebyggelse)
- Fæbro (bebyggelse)
- Kirkegårde (bebyggelse, ejerlav)
- Luneborg (bebyggelse)
- Milbakken (bebyggelse)
- Skovmark (bebyggelse)
- Stenis Enge (bebyggelse)
- Svanekærsgrøft (vandareal)
- Sønderheden (bebyggelse)
- Tylstrup (bebyggelse, ejerlav)
- Tylstrup Enge (bebyggelse)
- Tylstrup Hede (bebyggelse)
- Tylstrup Nørrehede (bebyggelse)
- Ultved (bebyggelse)
- Vrå Mark (bebyggelse)
- Vrå Mose (areal, bebyggelse)
- Øster Ajstrup (bebyggelse)
- Øvre Gåseluner (areal)